# 田村香織 (画家)
田村 香織（たむら かおり、女性、1987年 - ）は、日本の画家である。テンペラ・油彩で施した画面上に、ニードル等の鋭利な物を用いて描画する画風が特徴的である。

## 経歴[1]
- 1987年9月 - 神奈川県横浜市生まれ
- 2006年3月 - 横浜市立金沢高等学校卒業
- 2010年3月 - 多摩美術大学美術学部絵画学科油画専攻卒業
- 2012年3月 - 東京藝術大学大学院美術研究科絵画専攻（版画）修了

## 主な展覧会

### 個展
- 2007年 4月-	ドローイング展 (space i　横浜）
- 2008年 6月-	田村香織個展 (銀座フォレスト・ミニ　銀座）
- 2008年11月-	田村香織個展 (TAIMEI Contemporary Art　銀座）
- 2011年 4月-	田村香織個展 (TAIMEI Gallery　銀座）
- 2011年 7月-	田村香織個展 (アートフェア東京2011・TAIMEI Gallery　有楽町）

### グループ展
- 2006年11月-	すいかと塩展 （多摩美術大学内）
- 2007年 8月-	6つのたからもの展 (club asia Vuenus 渋谷)　渋谷のクラブ内にて展示
- 2007年 9月-	Light room vol.5 「white collection」（大倉山記念館　横浜）
- 2007年11月-	机上のスイカ展 （多摩美術大学内）
- 2007年12月-	via art 2007 （シンワアートミュージアム　銀座）観客賞１位を獲得
- 2008年 1月-	Light room vol.6 「obsessional object」 （エリスマン邸　横浜）
- 2008年 2月-	8sense （デザインフェスタギャラリー　原宿）
- 2008年 4月-	a sense of girl（gallery坂巻　京橋）
- 2008年 7月-	「ART OSAKA 2008」 （堂島ホテル／大阪）
- 2009年 1月-	Small　Selections （gallery坂巻　京橋）
- 2009年 3月-	sense of girl （gallery坂巻　京橋）
- 2009年 8月-	AHAF （アジアトップギャラリーホテルアートフェア）
- 2009年10月-	1987 -卯野夏子＆田村香織- （ギャラリー・ストレンガー　南麻布）
- 2010年 2月-	東京五美術大学連合卒業制作展 （国立新美術館　六本木）
- 2010年 3月-	多摩美術大学美術学部卒業制作展 （多摩美術大学八王子キャンパス）
- 2010年11月-	「 trip 」　岩澤慶典　田村香織　展　（ｇallery坂巻　京橋）
- 2012年 4月-	Art Beijing (中国・北京)
- 2012年 8月-	Light room vol.10 （大倉山記念館）
- 2012年 9月-	山本冬彦氏プロデュース現代の女性作家展 （銀座三越ギャラリー）
- 2012年10月-	Nextrip （岩澤慶典・田村香織、 ｇallery坂巻　京橋）
- 2012年11月-	Petit Tableaux （オンワードギャラリー日本橋）
- 2012年12月-	タロット原画展（泰明画廊）